# Handball-Bundesliga

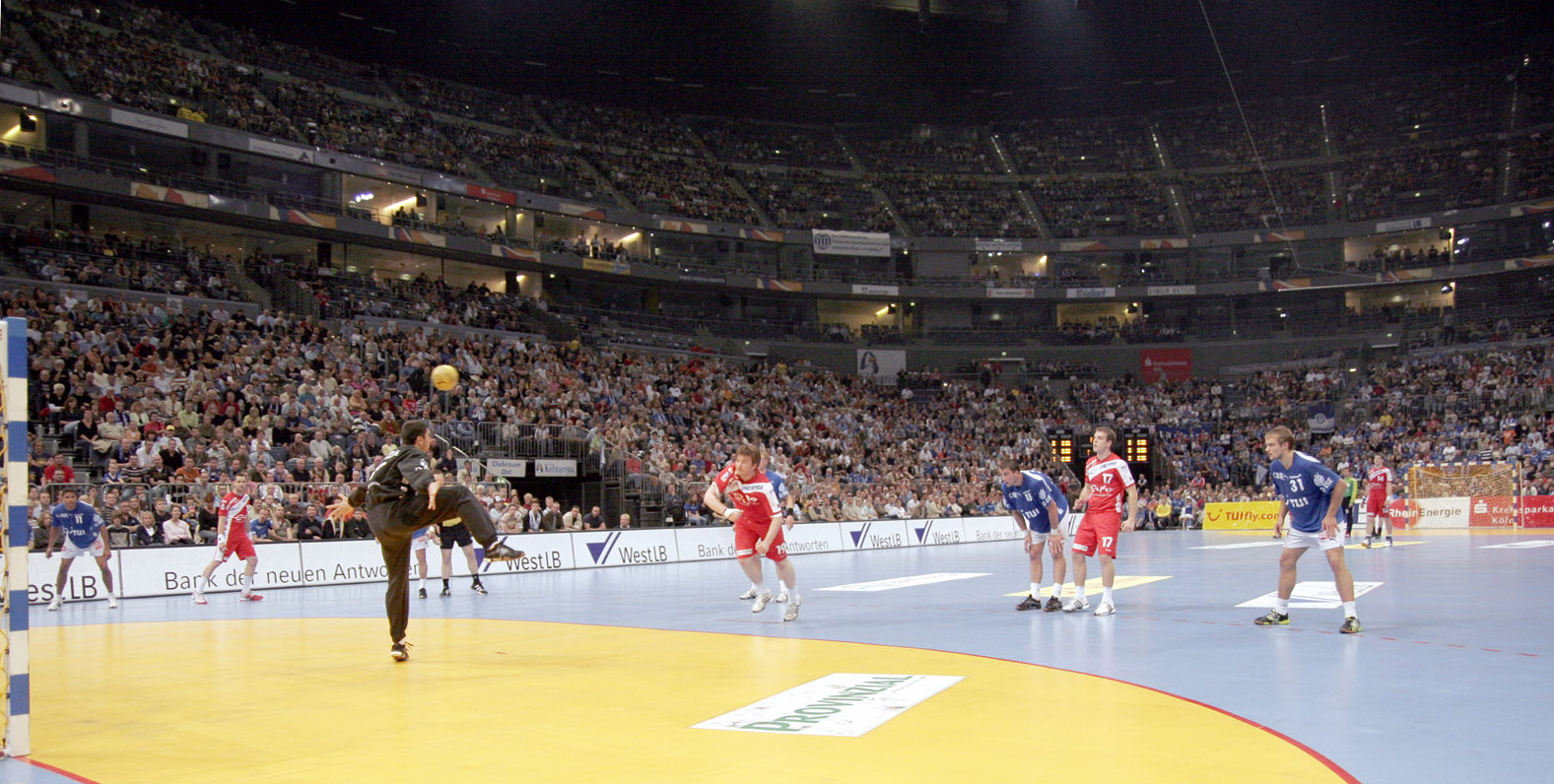
Bundesligamatch i Kölnarena mellan VfL Gummersbach och HSG Nordhorn, 2007.

Handball-Bundesliga (officiellt Liqui Moly Handball-Bundesliga sedan 2019, efter ligans huvudsponsor) är Tysklands högsta handbollsdivision.

## Historia
Bundesliga är en av världens största handbollsligor och många svenska handbollsspelare har genom åren spelat i Bundesliga. Bundesliga infördes säsongen 1966/1967 sedan fotbollen infört sin Bundesliga 1963. Under de första elva åren var handbollens Bundesliga uppdelad i Nord och Süd och den tyska mästaren utsågs genom ett slutspel. 1977 blev det en enda Bundesliga. Endast ett lag har alltid spelat i Bundesliga sedan 1977, THW Kiel.
1991-1992 gjordes ett undantag då man gick tillbaka till två serier av högstaligan som en följd av Tysklands återförening. 1990-1992 hade man slutspel för att kora den tyska mästaren.

## Tyska mästare
Bundesliga från 1965.
| THW Kiel                         | 23 | 1957, 1962, 1963, 1994, 1995, 1996, 1998, 1999, 2000, 2002, 2005, 2006, 2007, 2008, 2009, 2010, 2012, 2013, 2014, 2015, 2020, 2021, 2023 |
| VfL Gummersbach                  | 12 | 1966, 1967, 1969, 1973, 1974, 1975, 1976, 1982, 1983, 1985, 1988, 1991                                                                   |
| Frisch Auf Göppingen             | 9  | 1954, 1955, 1958, 1959, 1960, 1961, 1965, 1970, 1972                                                                                     |
| TV Großwallstadt                 | 6  | 1978, 1979, 1980, 1981, 1984, 1990 |
| PSV Hamburg                      | 4  | 1950, 1951, 1952, 1953 |
| Berliner SV 1892                 | 3  | 1948, 1956, 1964 |
| TUSEM Essen                      | 3  | 1986, 1987, 1989 |
| SG Flensburg-Handewitt           | 3  | 2004, 2018, 2019 |
| SC Magdeburg                     | 3  | 2001, 2022, 2024 |
| Grün-Weiß Dankersen (GWD Minden) | 2  | 1971, 1977 |
| SG Wallau-Massenheim             | 2  | 1992, 1993 |
| TBV Lemgo                        | 2  | 1997, 2003 |
| Rhein-Neckar Löwen               | 2  | 2016, 2017 |
| RSV Mülheim an der Ruhr          | 1  | 1949 |
| SG Leutershausen                 | 1  | 1968 |
| HSV Hamburg                      | 1  | 2011 |
| Füchse Berlin                    | 1  | 2025 |
|                                  |    | |

### Mästare år för år
| Säsong  | Mästare                | Mästartränare            | Cupmästare                                 | Skyttekung (mål totalt/varav straffmål)               |
| ------- | ---------------------- | ------------------------ | ------------------------------------------ | ----------------------------------------------------- |
| 1966/67 | VfL Gummersbach        | Horst Dreischang         | arrangerades ej                            | Hansi Schmidt (91/26)                                 |
| 1967/68 | SG Leutershausen       | Bernhard Kuchenbecker    | arrangerades ej                            | Hansi Schmidt (94/13)                                 |
| 1968/69 | VfL Gummersbach        | Horst Dreischang (2)     | arrangerades ej                            | Hansi Schmidt (107/24)                                |
| 1969/70 | Frisch Auf Göppingen   | Bernhard Kempa           | arrangerades ej                            | Hansi Schmidt (94/20)                                 |
| 1970/71 | Grün-Weiß Dankersen    | Friedrich Spannuth       | arrangerades ej                            | Hansi Schmidt (89/15)                                 |
| 1971/72 | Frisch Auf Göppingen   | Edmund Meister           | arrangerades ej                            | Josef Karrer (97/27)                                  |
| 1972/73 | VfL Gummersbach        | Djordje Vucinić          | arrangerades ej                            | Rolf Harjes (98/34)                                   |
| 1973/74 | VfL Gummersbach        | Heiner Frohwein          | arrangerades ej                            | Peter Pickel (114/42)                                 |
| 1974/75 | VfL Gummersbach        | Victor Chița             | Grün-Weiß Dankersen                        | Simon Schobel (112/48)                                |
| 1975/76 | VfL Gummersbach        | Rolf Jaeger              | Grün-Weiß Dankersen                        | Djordje Lavrnić (96/34)                               |
| 1976/77 | Grün-Weiß Dankersen    | Vitomir Arsenijević      | VfL Gummersbach                            | Djordje Lavrnić (105/42)                              |
| 1977/78 | TV Großwallstadt       | Klaus Zöll               | VfL Gummersbach                            | Djordje Lavrnić (173/98)                              |
| 1978/79 | TV Großwallstadt       | Klaus Zöll (2)           | Grün-Weiß Dankersen                        | Arno Ehret (152/53)                                   |
| 1979/80 | TV Großwallstadt       | Rüdiger Schmacke         | TV Großwallstadt                           | Predrag Timko (178/97)                                |
| 1980/81 | TV Großwallstadt       | Klaus Zöll (3)           | TuS Nettelstedt                            | Arno Ehret (173/68)                                   |
| 1981/82 | VfL Gummersbach        | Petre Ivănescu           | VfL Gummersbach                            | Erhard Wunderlich (214/91)                            |
| 1982/83 | VfL Gummersbach        | Petre Ivănescu (2)       | VfL Gummersbach                            | Erhard Wunderlich (182/60)                            |
| 1983/84 | TV Großwallstadt       | Karl-Heinz Bergsträßer   | TV Großwallstadt                           | Zdravko Miljak (188/61)                               |
| 1984/85 | VfL Gummersbach        | Klaus Brand              | VfL Gummersbach                            | Siggi Sveinsson (191/81)                              |
| 1985/86 | TUSEM Essen            | Petre Ivănescu (3)       | MTSV Schwabing                             | Jerzy Klempel (233/59)                                |
| 1986/87 | TUSEM Essen            | Jóhann Ingi Gunnarsson   | TV Großwallstadt                           | Jerzy Klempel (239/77)                                |
| 1987/88 | VfL Gummersbach        | Heiner Brand             | TUSEM Essen                                | Jerzy Klempel (198/86)                                |
| 1988/89 | TUSEM Essen            | Hans-Dieter Schmitz      | TV Großwallstadt                           | Zbigniew Tłuczyński (172/72)                          |
| 1989/90 | TV Großwallstadt       | Peter Meisinger          | TSV Milbertshofen                          | Andreas Dörhöfer (178/78)                             |
| 1990/91 | VfL Gummersbach        | Heiner Brand (2)         | TUSEM Essen                                | Jochen Fraatz (207/57)                                |
| 1991/92 | SG Wallau/Massenheim   | Velimir Kljaić           | TUSEM Essen                                | Jochen Fraatz (212/79)                                |
| 1992/93 | SG Wallau/Massenheim   | Heiner Brand (3)         | SG Wallau/Massenheim                       | Andreas Dörhöfer (212/82)                             |
| 1993/94 | THW Kiel               | Zvonimir Serdarušić      | SG Wallau/Massenheim                       | Peter Gerfen (224/79)                                 |
| 1994/95 | THW Kiel               | Zvonimir Serdarušić (2)  | TBV Lemgo                                  | Marek Kordowiecki (199/88)                            |
| 1995/96 | THW Kiel               | Zvonimir Serdarušić (3)  | SC Magdeburg                               | Martin Schwalb (230/102)                              |
| 1996/97 | TBV Lemgo              | Jurij Sjevtsov           | TBV Lemgo                                  | Yoon Kyung-shin (209/41)                              |
| 1997/98 | THW Kiel               | Zvonimir Serdarušić (4)  | THW Kiel                                   | Stéphane Stoecklin (207/52), Yoon Kyung-shin (207/53) |
| 1998/99 | THW Kiel               | Zvonimir Serdarušić (5)  | THW Kiel                                   | Yoon Kyung-shin (228/27)                              |
| 1999/00 | THW Kiel               | Zvonimir Serdarušić (6)  | THW Kiel                                   | Yoon Kyung-shin (256/26)                              |
| 2000/01 | SC Magdeburg           | Alfreð Gíslason          | VfL Bad Schwartau                          | Yoon Kyung-shin (324/76)                              |
| 2001/02 | THW Kiel               | Zvonimir Serdarušić (7)  | TBV Lemgo                                  | Yoon Kyung-shin (263/59)                              |
| 2002/03 | TBV Lemgo              | Volker Mudrow            | SG Flensburg-Handewitt                     | Lars Christiansen (289/121)                           |
| 2003/04 | SG Flensburg-Handewitt | Kent-Harry Andersson     | SG Flensburg-Handewitt                     | Yoon Kyung-shin (261/85)                              |
| 2004/05 | THW Kiel               | Zvonimir Serdarušić (8)  | SG Flensburg-Handewitt                     | Lars Christiansen (258/100)                           |
| 2005/06 | THW Kiel               | Zvonimir Serdarušić (9)  | HSV Hamburg                                | Guðjón Valur Sigurðsson (264/69)                      |
| 2006/07 | THW Kiel               | Zvonimir Serdarušić (10) | THW Kiel                                   | Yoon Kyung-shin (209/80)                              |
| 2007/08 | THW Kiel               | Zvonimir Serdarušić (11) | THW Kiel                                   | Konrad Wilczynski (237/128)                           |
| 2008/09 | THW Kiel               | Alfreð Gíslason (2)      | THW Kiel                                   | Savas Karipidis (282/116)                             |
| 2009/10 | THW Kiel               | Alfreð Gíslason (3)      | HSV Hamburg                                | Hans Lindberg (251/132)                               |
| 2010/11 | HSV Hamburg            | Martin Schwalb           | THW Kiel                                   | Anders Eggert (248/132)                               |
| 2011/12 | THW Kiel               | Alfreð Gíslason (4)      | THW Kiel                                   | Uwe Gensheimer (247/84)                               |
| 2012/13 | THW Kiel               | Alfreð Gíslason (5)      | THW Kiel                                   | Hans Lindberg (235/99)                                |
| 2013/14 | THW Kiel               | Alfreð Gíslason (6)      | Füchse Berlin                              | Marko Vujin (248/66)                                  |
| 2014/15 | THW Kiel               | Alfreð Gíslason (7)      | SG Flensburg-Handewitt                     | Robert Weber (271/99)                                 |
| 2015/16 | Rhein-Neckar Löwen     | Nikolaj Jacobsen         | SC Magdeburg                               | Petar Nenadić (229/63)                                |
| 2016/17 | Rhein-Neckar Löwen     | Nikolaj Jacobsen (2)     | THW Kiel                                   | Philipp Weber (224/66)                                |
| 2017/18 | SG Flensburg-Handewitt | Maik Machulla            | Rhein-Neckar Löwen                         | Casper U. Mortensen (230/98)                          |
| 2018/19 | SG Flensburg-Handewitt | Maik Machulla (2)        | THW Kiel                                   | Matthias Musche (256/97)                              |
| 2019/20 | THW Kiel               | Filip Jícha              | TBV Lemgo                                  | Bjarki Már Elísson (216/72)                           |
| 2020/21 | THW Kiel               | Filip Jícha (2)          | arrangerades ej p.g.a. Coronaviruspandemin | Ómar Ingi Magnússon (274/134)                         |
| 2021/22 | SC Magdeburg           | Bennet Wiegert           | THW Kiel                                   | Hans Lindberg (242/124)                               |
| 2022/23 | THW Kiel               | Filip Jícha (3)          | Rhein-Neckar Löwen                         | Casper U. Mortensen (234/72)                          |
| 2023/24 | SC Magdeburg           | Bennet Wiegert (2)       | SC Magdeburg                               | Manuel Zehnder (277/91)                               |

## EHF Champions League
Följande lag från Tyskland har vunnit Europacupen/EHF Champions League:
- Frisch Auf Göppingen 1962, 1960
- SC Leipzig 1966 (DDR)
- VfL Gummersbach 1967, 1970, 1971, 1974, 1983
- ASK Vorwärts Frankfurt/Oder 1975 (DDR)
- SC Magdeburg 1978, 1981 (DDR), 2002 och 2023
- TV Großwallstadt 1979, 1980
- THW Kiel 2007, 2010, 2012, 2020
- HSV Hamburg 2013
- SG Flensburg-Handewitt 2014

## Återkommande individuella utmärkelser
- Källor: [1][2][3]

| År   | Land      | Ålder | Namn                       | Klubb                  |
| ---- | --------- | ----- | -------------------------- | ---------------------- |
| 1998 | Tyskland  | 24    | Daniel Stephan             | TBV Lemgo              |
| 1999 | Sydkorea  | 25    | Yoon Kyung-shin            | VfL Gummersbach        |
| 2000 | Sverige   | 36    | Magnus Wislander           | THW Kiel               |
| 2001 | Island    | 27    | Ólafur Stefánsson          | SC Magdeburg           |
| 2002 | Island    | 28    | Ólafur Stefánsson (2)      | SC Magdeburg           |
| 2003 | Tyskland  | 33    | Christian Schwarzer        | TBV Lemgo              |
| 2004 | Danmark   | 25    | Lars Krogh Jeppesen        | SG Flensburg-Handewitt |
| 2005 | Tyskland  | 30    | Henning Fritz              | THW Kiel               |
| 2006 | Island    | 26    | Guðjón Valur Sigurðsson    | VfL Gummersbach        |
| 2007 | Frankrike | 23    | Nikola Karabatić           | THW Kiel               |
| 2008 | Frankrike | 24    | Nikola Karabatić (2)       | THW Kiel               |
| 2009 | Frankrike | 32    | Thierry Omeyer             | THW Kiel               |
| 2010 | Tjeckien  | 28    | Filip Jícha                | THW Kiel               |
| 2011 | Tyskland  | 24    | Uwe Gensheimer             | Rhein-Neckar Löwen     |
| 2012 | Sverige   | 29    | Kim Andersson              | THW Kiel               |
| 2013 | Kroatien  | 24    | Domagoj Duvnjak            | HSV Hamburg            |
| 2014 | Schweiz   | 30    | Andy Schmid                | Rhein-Neckar Löwen     |
| 2015 | Schweiz   | 31    | Andy Schmid (2)            | Rhein-Neckar Löwen     |
| 2016 | Schweiz   | 32    | Andy Schmid (3)            | Rhein-Neckar Löwen     |
| 2017 | Schweiz   | 33    | Andy Schmid (4)            | Rhein-Neckar Löwen     |
| 2018 | Schweiz   | 34    | Andy Schmid (5)            | Rhein-Neckar Löwen     |
| 2019 | Danmark   | 27    | Rasmus Lauge               | SG Flensburg-Handewitt |
| 2020 | Kroatien  | 31    | Domagoj Duvnjak (2)        | THW Kiel               |
| 2021 | Sverige   | 28    | Jim Gottfridsson           | SG Flensburg-Handewitt |
| 2022 | Island    | 25    | Ómar Ingi Magnússon        | SC Magdeburg           |
| 2023 | Island    | 23    | Gísli Þorgeir Kristjánsson | SC Magdeburg           |
| 2024 | Danmark   | 27    | Magnus Saugstrup           | SC Magdeburg           |

| År   | Land     | Namn                           | Klubb                  |
| ---- | -------- | ------------------------------ | ---------------------- |
| 2002 | Island   | Alfreð Gíslason                | SC Magdeburg           |
| 2003 | Tyskland | Volker Mudrow                  | TBV Lemgo              |
| 2004 | Sverige  | Kent-Harry Andersson           | SG Flensburg-Handewitt |
| 2005 | Tyskland | Velimir Petković               | Frisch Auf Göppingen   |
| 2006 | Tyskland | Zvonimir "Noka" Serdarušić     | THW Kiel               |
| 2007 | Tyskland | Zvonimir "Noka" Serdarušić (2) | THW Kiel               |
| 2008 | Tyskland | Zvonimir "Noka" Serdarušić (3) | THW Kiel               |
| 2009 | Island   | Alfreð Gíslason (2)            | THW Kiel               |
| 2010 | Kroatien | Sead Hasanefendić              | VfL Gummersbach        |
| 2011 | Island   | Dagur Sigurðsson               | Füchse Berlin          |
| 2012 | Island   | Alfreð Gíslason (3)            | THW Kiel               |
| 2013 | Tyskland | Kai Wandschneider              | HSG Wetzlar            |
| 2014 | Island   | Guðmundur Guðmundsson          | Rhein-Neckar Löwen     |
| 2015 | Island   | Alfreð Gíslason (4)            | THW Kiel               |
| 2016 | Tyskland | Christian Prokop               | SC DHfK Leipzig        |
| 2017 | Tyskland | Kai Wandschneider (2)          | HSG Wetzlar            |
| 2018 | Danmark  | Nikolaj Jacobsen               | Rhein-Neckar Löwen     |
| 2019 | Island   | Alfreð Gíslason (5)            | THW Kiel               |
| 2020 | Tjeckien | Filip Jícha                    | THW Kiel               |
| 2021 | Tyskland | Florian Kehrmann               | TBV Lemgo              |
| 2022 | Tyskland | Bennet Wiegert                 | SC Magdeburg           |
| 2023 | Island   | Guðjón Valur Sigurðsson        | VfL Gummersbach        |
| 2024 | Tyskland | Bennet Wiegert (2)             | SC Magdeburg           |